# 10 mars
Pour les articles homonymes, voir Dix-Mars.
10 février 10 avril
Chronologies thématiques
- Croisades
- Ferroviaires
- Sports
- Disney
- Anarchisme
- Catholicisme

Abréviations / Voir aussi
- (° 1852) = né en 1852
- († 1885) = mort en 1885
- a.s. = calendrier julien
- n.s. = calendrier grégorien
- Calendrier
- Calendrier perpétuel
- Liste de calendriers
- Naissances du jour

Le 10 mars est le 69e jour, moins souvent le 70e, de l'année du calendrier grégorien ; il en reste ensuite 296.
C'était généralement le 20e jour du mois de ventôse dans le calendrier républicain / révolutionnaire français officiellement dénommé jour du cordeau (l'outil).

## Événements

### IIIesiècleav. J.-C.
- −241 : victoire décisive de Rome sur Carthage lors de la bataille des îles Égates mettant fin à la première guerre punique.

### IIIesiècle
- 298 : l'empereur Maximien écrase les Berbères en Afrique du nord et fait une entrée triomphale à Carthage.

### XVesiècle
- 1465 : publication du « manifeste », base de la Ligue du Bien public, révolte nobiliaire contre le roi de France Louis XI.

### XVIesiècle
- 1535 : découverte des îles Galápagos par l'évêque de Panama Thomas de Berlanga.
- 1560 : la conjuration d'Amboise est découverte par les Guise.

### XVIIesiècle
- 1629 : Charles Ier d'Angleterre dissout le parlement.

### XVIIIesiècle
- 1710 : victoire de Magnus Stenbock sur Jørgen Rantzau à la bataille d'Helsingborg pendant la grande guerre du Nord.
- 1762 : supplice et exécution de Jean Calas, bourgeois toulousain sexagénaire de confession protestante condamné sans preuve pour avoir assassiné son fils qui voulait devenir catholique (considéré comme victime de l'intolérance religieuse). Soutenue par Voltaire qui publie un Traité sur la tolérance, la famille, après une entrevue avec le roi, parvient à faire réviser le procès. Jean Calas est réhabilité en 1765[1].
- 1785 : Thomas Jefferson succède à Benjamin Franklin comme ambassadeur des États-Unis en France.
- 1793 : création du Tribunal révolutionnaire en France.

### XIXesiècle
- 1804 : journée des trois drapeaux, cérémonie qui formalise la vente de la Louisiane.
- 1814 : Napoléon Ier est contraint de battre en retraite à la bataille de Laon.
- 1818 : promulgation de la loi Gouvion-Saint-Cyr.
- 1820 : la constitution espagnole de 1812 entre en vigueur.
- 1831 : création de la Légion étrangère.
- 1851 : Isidore Exelmans (1775-1852) devient le 3e maréchal de la Deuxième République.
- 1862 : la France et la Grande-Bretagne reconnaissent l'indépendance de Zanzibar.
- 1876 : en Amérique latine, une dictature militaire met fin aux troubles en Uruguay avec Lorenzo Latorre comme gouverneur provisoire (1876-1879), puis président de la République (1879-1880). Pour la première fois, un militaire de carrière et non un caudillo rural va diriger le pays. Avec le soutien de l’oligarchie foncière et des commerçants exportateurs de Montevideo, le dictateur favorisera l’extension des grandes estancias vouées à l’élevage bovin.
- 1880 : à New York, l'Armée du salut fondée à Londres en 1865, commence ses activités en terre d'Amérique, donnant à l'organisme son caractère international. Au fil des ans, elle étendra son champ d'action dans une centaine de pays.
- 1893 : la Guinée et la Côte d'Ivoire deviennent colonies françaises.
- 1899 : au Québec, Samuel Parslow et Cordélia Viau sont pendus à Sainte-Scholastique pour le meurtre d'Isidore Poirier, le mari de Cordélia Viau.

### XXesiècle
- 1906 : catastrophe minière à Courrières, dans le Pas-de-Calais. Ayant fait 1 200 morts, c'est la plus importante catastrophe minière ayant jamais eu lieu en France.
- 1909 : signature du traité anglo-siamois.
- 1915 : début de la bataille de Neuve-Chapelle pendant la Première Guerre mondiale.
- 1919 : émeutes nationalistes en Égypte à la suite de la déportation de Saïd Zaghoul Pacha.
- 1924 : Francisco Bueso devient président du Honduras.
- 1925 :
  - fondation du club grec de football d'Olympiakos Le Pirée.
  - assassinat de Hugo Bettauer par Otto Rothstock.
- 1933 : les nazis ouvrent à Dachau leur premier camp de concentration.
- 1941 : entrée en vigueur de la loi de prêt-bail, qui permet aux États-Unis de transférer du matériel militaire aux Alliés.
- 1944 : découverte d'un charnier au domicile parisien du Dr Marcel Petiot. 27 cadavres pourront être identifiés ; il sera guillotiné le 25 mai 1946.
- 1945 : bombardement de Tokyo au Japon par les États-Unis : plus de 100 000 morts.
- 1946 : la France et la Grande-Bretagne commencent à évacuer le Liban.
- 1947 : résolution no 20 du Conseil de sécurité des Nations unies relative au contrôle international de l'énergie atomique.
- 1948 :
  - le Laos entre dans l'Union française.
  - Hitoshi Ashida (芦田 均) (15 novembre 1887 - 20 juin 1959) devient le 47e Premier ministre du Japon jusqu'au 15 octobre 1948.
- 1952 :
  - Moscou propose une conférence quadripartite sur l'unification et le désarmement de l'Allemagne.
  - à Cuba, coup d'État de Fulgencio Batista. Il se proclame président et suspend la constitution.
  - au Québec, début de la grève de Louiseville.
- 1957 : mort de l'un des chefs du déclenchement de la guerre d'Algérie, Larbi Ben M'hidi dit le héros d'Alger, tué à 20 km d'Alger par pendaison après tortures.
- 1959 : au Tibet, à Lhassa, soulèvement du 10 mars à l'issue duquel le 14e dalaï-lama part en exil en Inde.
- 1965 : début de l'engagement militaire américain au Viêt Nam.
- 1967 : Svetlana, la fille de Staline, demande l'asile à la Suisse.
- 1969 : James Earl Ray, qui a plaidé coupable à l'accusation d'avoir assassiné Martin Luther King, est condamné à 99 ans de prison.
- 1971 : Saïgon annonce qu'une offensive sud-vietnamienne au Laos, dont l'objectif était de couper la piste Hô Chi Minh, a coûté 7 000 morts aux forces communistes.
- 1972 : le maréchal Lon Nol prend les pleins pouvoirs à Phnom Penh.
- 1974 : la Roumanie devient championne du monde de handball pour la quatrième fois en battant la R.D.A. 14 à 12.
- 1975 : les Nord-Vietnamiens s'emparent de la plus grande partie de Buôn Ma Thuột, chef-lieu de province des Hauts Plateaux, au Sud-Viêt Nam.
- 1980 :
  - incendie de la Bibliothèque nationale du Québec à Longueuil.
  - début du printemps berbère, en Algérie.
- 1985 :
  - Téhéran annonce que des avions irakiens ont attaqué huit villes iraniennes, faisant 254 morts.
  - rétablissement de la démocratie en Uruguay.
  - Ioánnis Alevrás devient président de la troisième République hellénique, par intérim.
- 1989 : au Canada, un biréacteur de la société Air Ontario s'écrase dans la forêt près de l'aéroport de Dryden en Ontario et prend feu, entraînant dans la mort 24 personnes parmi les 65 passagers et 4 membres d'équipage.
- 1990 :
  - Prosper Avril n'est plus président d'Haïti, poste qu'il occupait depuis le 18 septembre 1988.
  - 'Mamohato redevient régente du royaume du Lesotho.
  - Moshoeshoe II, roi du Lesotho, retourne en exil.
- 1992 : Édouard Chevardnadze, ancien ministre soviétique des Affaires étrangères, devient président du nouveau Conseil d'État de la Géorgie.
- 1993 : Isabelle Brasseur et Lloyd Eisler sont champions du monde de patinage artistique.
- 1995 : Kostís Stephanópoulos prête serment comme président de la République hellénique.
- 1996 : un traité de paix est signé entre les maires de Sparte et d'Athènes en Grèce pour officialiser la fin de leur guerre du Péloponnèse vieille de 431 à 404 avant Jésus-Christ[2],[3].
- 1997 :
  - Chantal Mauduit escalade la flèche qui domine les tours de Notre-Dame et y accroche un drapeau du Tibet pour commémorer les 40 ans du soulèvement du peuple tibétain à Lhassa, le 10 mars 1959.
  - Malgré les mises en garde américaines, le Vatican annonce l'ouverture de relations diplomatiques avec la Libye où vivent environ 50 000 catholiques.
- 1998 :
  - après vingt-quatre années passées à la tête de l'Armée de terre chilienne, le général Augusto Pinochet, 82 ans, symbole des années noires de la dictature, quitte son poste de commandant en chef pour devenir sénateur à vie.
  - Le président élu Ahmad Tejan Kabbah est rétabli dans ses fonctions par les troupes de l'ECOMOG au Sierra Leone.
  - Le général Suharto est réélu président d'Indonésie pour un septième mandat de cinq ans, mais démissionne peu après son élection.
- 1999 :
  - en France, après le Sénat, l'Assemblée nationale adopte le projet de révision constitutionnelle sur l'égalité entre les hommes et les femmes.
  - la cour d'assises spéciale de Paris condamne à la réclusion criminelle à perpétuité les six Libyens jugés par contumace pour leur participation dans l'attentat du DC-10 d'UTA, le 19 septembre 1989, qui avait fait 170 morts dans le désert du Ténéré.

### XXIesiècle
- 2002 :
  - Frédéric Covili remporte la Coupe du monde de slalom géant à l'issue de la dernière épreuve de la saison.
  - Laure Pequegnot, vice-championne olympique du slalom remporte la coupe du monde de la discipline.
  - Liu Yung-yang, 103 ans, et son épouse Liu Yang-wan, 102 ans, battent un record du monde : celui du mariage le plus long, avec 85 ans de vie commune, depuis 1917. Ce couple vit à Taipei, Taïwan (Madame Liu Yang-wan mourra la première, en juillet 2003, à 103 ans).
  - Gilles Panizzi et son frère Hervé, Marcus Grönholm et Timo Rautiainen, et enfin Richard Burns et Robert Reid finissent aux trois premières places du rallye du Tour de Corse. Peugeot réussit donc un triplé.
  - L'hebdomadaire britannique The Observer révèle que les États-Unis demandent à la Grande-Bretagne de prévoir l'envoi de 25 000 soldats pour envahir l'Irak.
- 2003 :
  - le président Jacques Chirac annonce que la France s'opposera quelles que soient les circonstances à une nouvelle résolution américano-britannique prévoyant un ultimatum sur l'Irak.
  - Le président Laurent Gbagbo délègue certains de ses pouvoirs au Premier ministre Seydou Diarra, nommé à l'issue de la Conférence de Marcoussis, dans 16 domaines et pour une durée de six mois renouvelables.
  - Le chef de la diplomatie russe Igor Ivanov affirme que Moscou mettra son veto au projet de résolution anglo-américain pour envahir l'Irak.
- 2005 :
  - près de 600 000 salariés du public et du privé manifestent dans toute la France pour la défense du pouvoir d'achat.
  - L'ancien champion du monde et numéro un mondial d'échecs russo-azéri Garry Kasparov annonce son abandon de la compétition en raison de l'énorme pression qu'il a dû supporter au cours des dernières années.
- 2017 : la destitution de la présidente de la Corée du Sud Park Geun-hye après sa suspension de trois mois par l’Assemblée nationale ouvre la voie à une élection présidentielle anticipée[4].
- 2019 :
  - des élections législatives se tiennent en Corée du Nord afin de renouveler l'ensemble des 687 sièges de l'Assemblée populaire suprême au suffrage annoncé comme universel direct à l'issue d'une législature de cinq ans.

- - En Guinée-Bissau se déroulent des élections législatives afin de renouveler les 102 membres de la chambre de l'assemblée nationale populaire.
- 2021 : en Côte d'Ivoire, le Premier ministre Hamed Bakayoko (photographie ci-contre) meurt dans l'exercice de ses fonctions[5].
- 2023 : en Chine, Xi Jinping est réélu président de la république  pour son troisième mandat consécutif[6].
- 2024 : au Portugal, les élections législatives ont lieu de manière anticipée en raison de la démission du Premier ministre António Costa après un scandale de corruption. L'opposition de centre droit remporte une très courte victoire[7].

## Arts, culture et religion
- 1118 : consécration du pape Gélase II.
- 1892 : Joséphin Peladan organise à Paris le premier Salon de la Rose-Croix du 10 mars au 10 avril.
- 1934 : incendie de l'église Saint-Nicaise de Rouen, connue à cet emplacement depuis le VIIe siècle, reconstruite au XVIe siècle.
- 1949 : création du premier télé-club catholique en France[8].
- 1979 : Gloria Gaynor, considérée pendant un certain temps comme la reine du disco avant de céder sa couronne à Donna Summer, obtient le seul gros succès de sa carrière avec I Will Survive, qui sera trois semaines en tête des hit-parades et vaudra à la chanteuse un disque de platine.
- 1987 : le Vatican rappelle l'opposition de la hiérarchie catholique aux manipulations génétiques, en rejetant la procréation artificielle. Selon l'Église catholique, tout ovule fécondé est déjà un être humain, et la fécondation in vitro entraîne la destruction de plusieurs embryons.
- 1988 : réception officielle d'André Frossard (1915-1995) à l'Académie française.
- 1994 : réception officielle du cardinal Decourtray (1923-1994) à l'Académie française.
- 1997 : première de la série télévisée américaine Buffy contre les vampires avec Sarah Michelle Gellar[9].
- 1999 : sortie en France du film Shakespeare in Love de John Madden.
- 2005 : le tribunal de grande instance de Paris ordonne l'interdiction de l'affiche de la campagne publicitaire des créateurs de vêtements Marithé et François Girbaud inspirée de La Cène de Léonard de Vinci au motif qu'elle heurte le sentiment religieux des catholiques.
- 2024 : 96e cérémonie des Oscars au théâtre Dolby à Hollywood de Los Angeles en Californie qui récompense les meilleurs films de l'année 2023.

## Sciences et techniques
- 1712 : 10 mars décompté en Suède à titre unique comme un 29 février précédant en outre un exceptionnel 30 février lui aussi bissextilement voire "trissextilement" intercalaire (11 mars grégorien) entre le retour provisoire au calendrier julien par ce pays décidé l'année 1711 précédente et son adoption définitive du calendrier grégorien en 1753.
- 1876 : Alexander Graham Bell parle à son assistant dans ce qu'on considère être la première conversation téléphonique de l'histoire.
- 1879 : inauguration du chemin de fer reliant Sorel et Drummondville, Québec.
- 1911 : l'heure du méridien de Greenwich est adoptée dans tous les pays d'Europe.
- 1930 : fondation de l'Union rationaliste, par Henri Roger et Paul Langevin.
- 1977 : découverte de cinq anneaux autour d'Uranus.
- 1978 : premier vol du Mirage 2000.
- 1996 : Francisco Pipin Ferreras Rodriguez bat le record du monde de plongée en apnée en descendant à 130 m.
- 2006 : la sonde américaine Mars Reconnaissance Orbiter devient le quatrième satellite artificiel en orbite autour de la planète Mars.
- 2021 : en France, l'incendie d'un centre de données d'OVHcloud à Strasbourg, provoque la mise hors ligne de millions de sites français et européens[10].

## Économie et société
- 1870 : la Deutsche Bank reçoit sa licence bancaire.
- 1899 : un décret français règlemente la circulation des automobiles.
  - La vitesse est limitée à 30 km/h en rase campagne.
  - La vitesse est limitée à 20 km/h en agglomération.
  - Nécessité d'un récépissé de déclaration de mise en circulation, la carte grise.
  - Nécessité d'un certificat de capacité pour la conduite des véhicules, le permis de conduire.
- 1976 : Christian Ranucci est reconnu coupable de l'enlèvement et du meurtre de Marie-Dolorès Rambla, huit ans, et est condamné à la peine capitale.
- 2005 :
  - le tribunal de grande instance de Paris ordonne l'interdiction de l'affiche de la campagne publicitaire des créateurs de vêtements Marithé et François Girbaud inspirée de La Cène de Léonard de Vinci au motif qu'elle heurte le sentiment religieux des catholiques.
  - Un attentat-suicide à l'intérieur d'une mosquée chiite de Mossoul (Irak) entraîne au moins 47 morts.
- 2019 : l'écrasement d'un Boeing 737 des Ethiopian Airlines cause 157 morts.
- 2025 : au Royaume-Uni en mer du Nord, une collision se produit au large de Withernsea entre le porte-conteneurs Solong et le pétrolier Stena Immaculate[11] et fait un disparu.

## Naissances

### XVesiècle
- 1415 : Vassili II de Russie, grand-prince de Moscou († 27 mars 1462).
- 1430 : Oliviero Carafa, cardinal italien († 20 janvier 1511).

### XVIesiècle
- 1503 : Ferdinand Ier (empereur du Saint-Empire), empereur romain germanique de 1556 à 1564 († 25 juillet 1564).
- 1515 : Injong, douzième roi de la Corée en période Joseon († 8 août 1545).
- 1522 : Miyoshi Nagayoshi, samouraï et daimyo chef du clan Miyoshi († 10 août 1564).
- 1527 : Alphonse d'Este, noble ferrarais de la Renaissance († 1er novembre 1587).
- 1533 : François III de Mantoue, noble italien, duc de Mantoue, marquis de Montferrat († 22 février 1550).
- 1535 : Guillaume de Rosenberg, haut trésorier et haut burgrave de Bohême († 31 août 1592).
- 1536 : Thomas Howard, officier de la Couronne d'Angleterre du règne d'Élisabeth Ire († 2 juin 1572).
- 1549 : François Solano, missionnaire espagnol de l'ordre des Frères mineurs († 14 juillet 1610).
- 1573 : 
  - Dudley Carleton, collectionneur d'art, diplomate et secrétaire d’État anglais († 15 février 1632).
  - François de La Planche, tapissier flamand († entre avril 1627 et juin 1627).
- 1575 : Giovanni Antonio Facchinetti de Nuce, cardinal italien († 18 mai 1606).
- 1590 : Dietrich Reinkingk, constitutionnaliste et homme politique allemand († 15 décembre 1664).
- 1596 : Marie-Élisabeth de Suède, princesse suédoise de la dynastie Vasa († 7 août 1618).
- 1597 : Ercole Gennari, dessinateur et peintre italien 27 juin 1658).
- 1599 : Alphonse Rodríguez-Olmedo, prêtre jésuite espagnol, missionnaire au Paraguay († assassiné 15 novembre 1628).

### XVIIesiècle
- 1604 : Johann Rudolf Glauber, chimiste, pharmacien et alchimiste allemand († 16 mars 1670).
- 1620 : Jean Henri Hottinger, philologue et théologien suisse († 5 juin 1667).
- 1622 : Johann Heinrich Rahn, mathématicien suisse († 1676).
- 1628 :
  - François Girardon, sculpteur français († 1er septembre 1715).
  - Marcello Malpighi, biologiste italien († 29 novembre 1694).
- 1630 : Gilles-François de Gottignies, mathématicien et astronome belge († 6 avril 1689).
- 1652 : Livio Odescalchi, noble italien († 8 septembre 1713).
- 1653 : John Benbow, officier de marine britannique († 4 novembre 1702).
- 1654 : Giuseppe Bartolomeo Chiari, peintre italien († 8 septembre 1727).
- 1668 : Georges Joseph Radziwiłł, grand échanson de Lituanie († 3 janvier 1689).
- 1682 : Guillaume VIII de Hesse-Cassel, landgrave de Hesse-Cassel de 1751 à 1760 († 1er février 1760).
- 1690 : Johann Jacob Schmauss, juriste allemand († 8 avril 1747).

### XVIIIesiècle
- 1705 : Peter Artedi, naturaliste suédois († 27 septembre 1735).
- 1709 : Georg Wilhelm Steller, botaniste, zoologiste, médecin et explorateur russe d'origine allemande († 14 novembre 1746).
- 1748 :
  - Gabriel Bexon, connu sous le nom d’abbé Bexon, naturaliste français († 2 mai 1784).
  - John Playfair, mathématicien britannique († 20 juillet 1819).
- 1749 : Lorenzo da Ponte, né Emanuele Conegliano, poète et librettiste italien († 17 août 1838)
- 1752 : Louis François d'Arlandes de Salton, général français de la Révolution († 11 septembre 1793).
- 1754 : Pierre Garnier de Laboissière, général de la Révolution française († 14 avril 1809).
- 1757 : Jacques Mathurin Lafosse, général de brigade français († 7 mai 1824).
- 1760 : Leandro Fernández de Moratín, poète et dramaturge espagnol († 2 juin 1828).
- 1765 : Jean-François Ducos, député de la Convention († guillotiné le 31 octobre 1793).
- 1766 : Jean-Baptiste Broussier, général français († 13 décembre 1814).
- 1770 :
  - Pierre-Alpinien Bourdeau, homme politique français († 12 juillet 1845).
  - Victor Joseph Delcambre, général d’Empire français († 23 octobre 1858).
- 1771 : Georg Friedrich Creuzer, archéologue et philologue allemand († 6 février 1858).
- 1776 : Louise de Mecklembourg-Strelitz, reine consort de Prusse et épouse de Frédéric-Guillaume III de Prusse († 19 juillet 1810).
- 1788 : Joseph von Eichendorff, écrivain allemand († 26 novembre 1857).
- 1795 : Joseph Légaré, peintre québécois († 21 juin 1855).
- 1797 : George Poulett Scrope, géologue et économiste britannique († 19 janvier 1876).
- 1800 : Gabriel Le Coat de Kerveguen, aristocrate français († 4 mars 1860).

### XIXesiècle
- 1804 : 
  - René de Rochechouart de Mortemart, militaire et homme politique français († 25 avril 1893).
  - Ida d'Anhalt-Bernbourg-Schaumbourg-Hoym, duchesse d'Oldenbourg († 31 mars 1828).
- 1806 : José de los Santos, matador espagnol († 17 décembre 1847).
- 1812 : Jean-Baptiste Farochon, graveur, médailleur et sculpteur français († 1er juillet 1871).
- 1820 : Léon Provancher, naturaliste québécois († 23 mars 1892).
- 1827 : Hyacinthe Loyson, prêtre et prédicateur († 1912).
- 1840 : Fanny Van de Grift, écrivaine et voyageuse américaine, seconde épouse de Robert Louis Stevenson († 18 février 1914).
- 1842 : Mykola Lyssenko, compositeur ukrainien († 24 octobre 1912).
- 1844 : Pablo de Sarasate, violoniste virtuose et compositeur espagnol († 20 septembre 1908).
- 1845 : Alexandre III, tsar russe († 11 novembre 1894).
- 1850 : Adolphe Steinheil, peintre pompier français († 31 mai 1908).
- 1852 : 
  - Léon Moreaux, tireur sportif français († 11 novembre 1921).
  - Azusa Ono, juriste et homme politique japonais († 11 janvier 1886)
- 1854 : Arnost Muka, écrivain, folkloriste, enseignant, éditeur, rédacteur en chef allemand († 10 octobre 1932).
- 1856 : Jules-Albert de Dion, pionnier de l'industrie automobile en France et homme politique français († 19 août 1946).
- 1862 : Fernand Chapsal, homme politique français († 10 février 1939).
- 1866 : Amanda Aldridge, chanteuse lyrique et compositrice britannique († 9 mars 1956).
- 1867 : Hector Guimard, architecte français d'Art nouveau († 20 mai 1942).
- 1870 :
  - Henri Arthus, skipper français († 12 août 1962).
  - David Riazanov, marxologue russe († 21 janvier 1938)
- 1877 :
  - Émile Brumpt, parasitologue français († 8 juillet 1951).
  - Émile Sarrade, joueur français de rugby à XV et de tir à la corde, champion olympique († 14 octobre 1953).
- 1880 : Gilbert M. Anderson dit Broncho Billy Anderson, acteur, réalisateur, scénariste et producteur de cinéma américain († 20 janvier 1971).
- 1882 : Walter Elmer Ekblaw, géologue, ornithologue et botaniste américain († 7 juin 1949).
- 1885 :
  - Pierre-Jules Boulanger, inventeur français de la 2CV Citroën († 11 novembre 1950).
  - Tamara Karsavina, danseuse britannique d'origine russe († 26 mai 1978).
- 1888 : Barry Fitzgerald, acteur irlandais († 14 janvier 1961).
- 1889 : René Barthélemy, ingénieur français († 12 février 1954).
- 1890 : Gaston Ouvrard, auteur-compositeur-interprète comique français et fils d'Eloi Ouvrard († 26 novembre 1981).
- 1891 :
  - Joseph-Henri Guiguet, aviateur français († 28 octobre 1979).
  - Sam Jaffe, acteur américain († 24 mars 1984).
- 1892 :
  - Karl Arndt, Generalleutnant allemand († 30 décembre 1981).
  - Arthur Honegger, compositeur franco-suisse († 27 novembre 1955).
- 1894 : Xavier de Sevin, militaire français et as de l'aviation († 7 novembre 1963).
- 1895 : Walter Eglin, peintre et mosaïste suisse († 1966).
- 1900 : 
  - Violet Brown, supercentenaire jamaïcaine († 15 septembre 2017).
  - Marcelle Sauvageot, écrivaine française († 6 janvier 1934).

### XXesiècle
- 1901 : Michel Seuphor, critique d'art abstrait, peintre et écrivain français († 12 février 1999).
- 1903 : Bix Beiderbecke, musicien américain († 6 août 1931).
- 1905 : Jean Gaulmier, écrivain français († 11 novembre 1997).
- 1906 :
  - Lionel Bertrand, journaliste et homme politique québécois († 25 mars 1979).
  - Pierre Dunoyer de Segonzac, militaire et ancien résistant français († 13 mars 1968).
- 1908 : Kristjan Palusalu, lutteur estonien, double champion olympique poids lourd († 17 juillet 1987).
- 1909 :
  - André Bonin, escrimeur français, champion olympique en 1948 († 7 septembre 1998).
  - Federico Ezquerra, coureur cycliste espagnol († 30 janvier 1986).
- 1910 : Olivier Allard, baron, collectionneur d'art et promoteur immobilier belge († 26 août 1981).
- 1911 :
  - Warner Anderson, acteur américain († 26 août 1976).
  - René Carrière, pilote automobile français († 22 mars 1982).
  - Neige Dolsky (Lydia de Dolivo dite), actrice française († 31 décembre 2002).
  - Philippe Liewer,  agent français du Special Operations Executive († 15 février 1950).
  - Edward Norris, acteur américain († 18 décembre 2002).
  - Gilbert Pede, homme politique démocrate chrétien belge († 9 octobre 1977).
  - Sam Ross, écrivain, dramaturge et scénariste américain († 30 mars 1998).
- 1912 :
  - José Emperaire, ethnologue français († 12 décembre 1958).
  - Paul Janes, joueur international de football allemand († 12 juin 1987).
- 1913 :
  - Nicole de Hauteclocque, personnalité politique française († 18 janvier 1993).
  - Adam Schaff, philosophe polonais († 12 novembre 2006).
- 1914 : Pierre Collet, acteur français († 30 octobre 1977).
- 1916 : Davie Fulton, homme politique et magistrat canadien († 22 mai 2000).
- 1918 : Günther Rall, pilote de chasse allemand († 4 octobre 2009).
- 1919 : Marion Hutton, chanteuse américaine († 10 janvier 1987).
- 1920 :
  - Marcial Maciel Degollado, prêtre mexicain, fondateur de la congrégation catholique de la Légion du Christ († 30 janvier 2008).
  - Boris Vian, écrivain français, ingénieur, poète, chanteur et musicien († 23 juin 1959).
- 1923 : Don Abney, pianiste de jazz américain († 20 janvier 2000).
- 1924 : 
  - Fred Mella, chanteur français du groupe Les Compagnons de la chanson († 16 novembre 2019).
  - Jin Yong, écrivain chinois († 30 octobre 2018).
- 1925 : Jean-Guy Cardinal, homme politique québécois († 16 mars 1979).
- 1926 : André Théron, journaliste hippique et turfiste français de télévision († 10 juillet 2013).
- 1927 :
  - Jupp Derwall, footballeur puis entraîneur et sélectionneur allemand († 26 juin 2007).
  - Claude Laydu, acteur, auteur et producteur belge († 29 juillet 2011).
- 1928 :
  - Virgil Akins, boxeur américain († 22 janvier 2011).
  - Sara Montiel, actrice et chanteuse espagnole († 8 avril 2013).
  - James Earl Ray, meurtrier américain de Martin Luther King († 23 avril 1998).
- 1930 : Sándor Iharos, athlète de fond et demi-fond hongrois († 24 janvier 1996).
- 1931 : Georges Dor, auteur, compositeur, dramaturge, chanteur, poète, traducteur, producteur et réalisateur de théâtre québécois († 24 juillet 2001).
- 1932 :
  - Georges Rawiri, homme politique gabonais († 9 avril 2006).
  - Ieng Thirith, dirigeante politique cambodgienne du mouvement khmer rouge († 22 août 2015).
  - Anatoly Roshchin, lutteur soviétique, champion olympique († 5 janvier 2016).
- 1936 :
  - Joseph « Sepp » Blatter, homme d'affaires suisse, président de la FIFA de 1998 à 2015.
  - Johanna Lüttge, athlète allemande, lanceuse du poids.
  - Alfredo Zitarrosa, chanteur et journaliste uruguayen († 17 janvier 1989).
- 1937 : Joe Viterelli, acteur américain († 28 janvier 2004).
- 1938 : Jean-Jacques Hénaff, industriel agro-alimentaire breton et français.
- 1939 : Irina Press, athlète soviétique, spécialiste du 80 m haies († 22 février 2004).
- 1940 :
  - Jean-Pierre Le Boul'ch, peintre français († 10 janvier 2001).
  - Abdollah Movahed, lutteur iranien, champion olympique.
  - Chuck Norris (Carlos Ray Norris dit), acteur américain.
- 1941 : Martin Van Den Bossche, coureur cycliste professionnel belge.
- 1945 :
  - Jean-Louis Castagnède, haut magistrat français († 18 février 2007).
  - Robert Rico, footballeur français.
- 1946 :
  - Gilbert Annette, homme politique français.
  - Gérard Garouste, peintre, graveur et sculpteur français.
  - Vladimir Gostioukhine, acteur, réalisateur et metteur en scène soviétique puis biélorusse.
  - Hank Vogel, écrivain-cinéaste suisse.
- 1947 :
  - Kim Campbell (Avril Phaedra Campbell dite), femme d'État canadienne, 19e première ministre du Canada du 25 juin au 4 novembre 1993.
  - Bob Greene (en), journaliste américain.
  - Jean-Pierre Lacroux, auteur, romancier, dessinateur et typographe français († 12 novembre 2002).
  - Andrew Parrott, chef d'orchestre britannique.
  - Tom Scholz, auteur et guitariste américain.
- 1948 : Jean-Pierre Adams, footballeur international français.
- 1950 : Bernard Giroux, journaliste sportif français († 23 août 1987).
- 1951 :
  - Yves Bur, homme politique français.
  - Georges Cadiou, journaliste et écrivain français.
  - Oustaz Cheikh Tidiane Gaye, islamologue et écrivain arabophone sénégalais († 7 janvier 2011).
  - Lluis Claret, violoncelliste andorran.
  - Brad Fiedel, compositeur américain.
  - Jacques Rousseau, athlète polyvalent français.
- 1952 :
  - Gérard Garouste, peintre et sculpteur français.
  - Alain Péters, chanteur, poète et musicien réunionnais († 12 juillet 1995).
  - Jean-Pierre Posca, footballeur français († 1er janvier 2010).
  - Morgan Tsvangirai, homme politique zimbabwéen († 14 février 2018).
- 1953 :
  - Denis Crouzet, historien moderniste français, spécialiste du XVIe siècle.
  - Jacqueline Gareau, marathonienne québécoise.
  - Paul Haggis, réalisateur, scénariste et producteur canadien.
  - Cho Hunhyun, joueur de go professionnel sud-coréen.
  - Wilkins, auteur, compositeur et interprète portoricain.
- 1954 :
  - Didier Barbelivien, auteur, compositeur et interprète français.
  - Luc Dardenne, réalisateur belge avec son frère Jean-Pierre.
  - Joël Goyheneix, homme politique français.
  - Nimeño II (Christian Montcouquiol dit), matador français († 25 novembre 1991).
- 1955 : Toshio Suzuki, pilote de Formule 1 et d’endurance japonais.
- 1956 : Larry Myricks, athlète américain, spécialiste du saut en longueur.
- 1957 :
  - Oussama ben Laden, islamiste saoudien puis apatride, dirigeant principal du réseau djihadiste Al-Qaïda († 2 mai 2011).
  - Francesco Trapani, homme d'affaires italien, ancien PDG de Bulgari, et actuel président de la division « Montres et joaillerie » du groupe LVMH.
  - Shannon Tweed, productrice, actrice et mannequin de charme canadien.
- 1958 : Sharon Stone, actrice américaine.
- 1959 :
  - Pierre Béchu, danseur sur glace français, quintuple champion de France († 24 août 1988).
  - Jean-Luc Deganis, joueur de basket-ball professionnel français.
- 1960 : 
  - Carole Amiel, dernière compagne d'Yves Montand.
  - Sandrine Kott, professeure d'histoire et chercheuse française.
  - Kristen Thorsness, rameuse d'aviron américaine, championne olympique.
- 1961 :
  - Stéphane d'Angelo, footballeur français.
  - Laurel Clark, astronaute américaine († 1er février 2003).
  - Chick Ortega, comédien français.
  - Mitchell Gaylord, gymnaste américain, champion olympique.
- 1962 : Jean-Paul Vesco, cardinal français, archevêque d'Alger.
- 1963 : Jeff Ament, musicien et compositeur américain du groupe Pearl Jam.
- 1964 :
  - Neneh Cherry (Neneh Marianne Karlsson dite), auteure-compositrice-interprète vocale chanteuse et musicienne suédoise.
  - Édouard, comte de Wessex et fils benjamin d'Élisabeth II d'Angleterre.
  - Anton Polster, footballeur autrichien.
  - Aurélio Miguel, judoka brésilien, champion olympique.
- 1965 :
  - Gaétan Girouard, journaliste et animateur de télévision québécois († 14 janvier 1999).
  - Jillian Richardson, athlète canadienne spécialiste du 400 mètres.
  - Rod Woodson, joueur de football américain.
- 1966 :
  - Arthur (Jacques Essebag dit), animateur de télévision franco-marocain.
  - Edie Brickell, chanteuse et compositrice américaine.
- 1967 : 
  - Bernadette Laclais, femme politique française.
  - Daichi Suzuki, nageur japonais, champion olympique.
- 1968 :
  - Bettina Fulco, joueuse de tennis professionnelle argentine.
  - Pavel Srníček, footballeur tchèque, gardien de but († 29 décembre 2015).
- 1969 :
  - Paget Brewster, actrice américaine.
  - Ximena Restrepo, athlète colombienne, spécialiste du 400 mètres.
  - József Szabó, nageur hongrois.
- 1970 :
  - Benoît Lutgen, homme politique belge de langue française.
  - Alexandre Hannesse, artiste plasticien belge, fondateur du Nocif'Art.
  - Hélia Souza, joueuse brésilienne de volley-ball.
- 1971 :
  - Øyvind Berg, sauteur à ski norvégien.
  - Jon Hamm, acteur américain.
  - Timbaland (Timothy Zachery Mosley dit), producteur et rappeur américain.
- 1972 :
  - Ramzy Bédia, du duo d'humoristes Éric et Ramzy, réalisateur, acteur, scénariste et créateur français.
  - Paraskeví Tsiamíta, athlète grecque spécialiste du saut en longueur et du triple saut.
- 1973 :
  - Chloé Delaume, écrivain français.
  - Eva Herzigová, mannequin tchèque.
- 1974 :
  - Matthieu Alexandre, photojournaliste français.
  - Keren Ann (Keren Ann Zeidel dite), musicienne et chanteuse néerlandaise d'expression française et anglaise.
  - « El Cid » (Manuel Jesús Cid dit), matador espagnol.
- 1975 : Lyne Bessette, coureuse cycliste québécoise.
- 1976 :
  - Ane Brun, autrice-compositrice-interprète norvégienne
  - Frantz Granvorka, joueur français de volley-ball.
  - Barbara Schett, joueuse de tennis autrichienne professionnelle.
  - Haifa Wehbe, chanteuse libanaise.
- 1977 :
  - Shannon Miller, gymnaste américaine, double championne olympique.
  - Robin Thicke, chanteur, auteur, compositeur et producteur de musiques pop et RnB américain.
  - Ann Vervoort, danseuse et chanteuse belge († 22 avril 2010).
- 1978 :
  - Karen Brødsgaard, handballeuse danoise.
  - Camille (Camille Dalmais dite), chanteuse française.
  - André Höhne, athlète allemand, spécialiste de la marche.
  - Zoltán Kammerer, kayakiste hongrois, triple champion olympique.
- 1979 :
  - J. B. Bickerstaff, joueur et entraîneur américain de basket-ball.
  - Edi Gathegi, acteur américain.
  - Danny Pudi, acteur américain.
  - Ashley Callus, nageur australien, champion olympique.
  - Mohamed Amine Aït Zeggagh, footballeur algérien.
- 1980 : Julien Jeanpierre, joueur de tennis français.
- 1981 :
  - Monika Bejnar, athlète polonaise, spécialiste du relais 4×400 m.
  - Samuel Eto'o, footballeur international camerounais.
  - Jonathan Marray, joueur professionnel de tennis britannique.
- 1982 : Kwame Brown, basketteur américain.
- 1983 :
  - Niki Belucci, DJ hongroise.
  - Étienne Boulay, footballeur canadien.
  - Elena Bovina, joueuse de tennis russe.
  - Lashinda Demus, athlète américaine spécialiste du 400 mètres haies.
  - Rodrigo Galatto, footballeur brésilien.
  - Ellen Saint, actrice pornographique tchèque.
  - Carrie Underwood, chanteuse et compositrice américaine.
- 1984 : Olivia Wilde, actrice américaine.
- 1985 :
  - Cooper Andrews, acteur américain.
  - Lassana Diarra, footballeur français.
  - Victor Stancescu, hockeyeur sur glace helvético-roumain.
- 1986 :
  - Gwendoline Didier, patineuse artistique française, championne de France 2008.
  - Vadim Schneider, acteur franco-canadien († 8 septembre 2003).
- 1987 :
  - Tuukka Rask, gardien de but de hockey sur glace finlandais.
  - Emeli Sandé, chanteuse de soul et RnB anglaise.
  - Teddy Trabichet, joueur professionnel de hockey sur glace français.
- 1988 :
  - Clarissa dos Santos, basketteuse brésilienne.
  - Andrés Muñoz, patineur de vitesse colombien.
  - Quincy Pondexter, basketteur américain.
  - Ivan Rakitić, footballeur croate.
  - Julien Rochedy, entrepreneur, essayiste et ancien homme politique français d'extrême droite.
- 1989 :
  - Maxime Gonalons, footballeur français.
  - Román Pérez, matador français.
- 1990 :
  - Mike Adams, joueur américain de football américain.
  - Inna Deriglazova, escrimeuse russe.
  - César Domboy, acteur français.
  - Rania El Kilali, judokate marocaine.
  - Víctor García, pilote automobile espagnol.
  - Shawn Lalonde, joueur de hockey sur glace canadien.
  - Iván López, athlète chilien, spécialiste du demi-fond.
  - Calle Lindh, skieur alpin suédois.
  - Ryan Nassib, joueur de football américain.
  - Fernando Reis, haltérophile brésilien.
  - Luke Rowe, coureur cycliste gallois.
  - Claudia Steger, joueuse allemande de volley-ball.
  - Ahmed Sylla, humoriste français.
  - Stefanie Vögele, joueuse de tennis suisse.
- 1992 :
  - Pablo Espinosa, acteur espagnol.
  - Emilia Kajzer, joueuse de volley-ball polonaise.
  - Emily Osment, actrice, compositrice et chanteuse américaine.
- 1995 : Zach LaVine (Zachary Thomas LaVine dit), basketteur américain.
- 1997 : Belinda Bencic, joueuse de tennis suisse.

### XXIesiècle
- 2001 : Stephanie Kurlow, danseuse australienne.

## Décès

### XIIIesiècle
- 1291 (ou 7 mars) : Arghoun, dirigeant perse (° c. 1250 / 1258).

### XIVesiècle
- 1312 : Casimir de Bytom (Kazimierz Bytomski en polonais), duc de Bytom (° 1255).

### XVIesiècle
- 1510 : Jean Geiler de Kaysersberg, grand prédicateur alsacien (° 16 mars 1445).
- 1528 : Balthazar Hubmaïer, prêtre allemand, brûlé à Vienne (° ca 1480).
- 1546 : Adrien Thiebault, musicien et compositeur belge (° 1496).
- 1585 : Rembert Dodoens, botaniste belge (° 29 juin 1517).
- 1588 : Theodor Zwinger, savant suisse (° 2 août 1533).

### XVIIesiècle
- 1615 : saint John Ogilvie, prêtre jésuite écossais (mort pendu) béatifié en 1929 par Pie XI et canonisé en 1976 par Paul VI (° 1759).
- 1627 : Giovanni Battista Paggi, peintre italien de l'école génoise (° 27 février 1554).
- 1637 : Bogusław XIV de Poméranie, dernier duc de Poméranie (° 31 mars 1580).

### XVIIIesiècle
- 1746 : Frédéric-Guillaume de Saxe-Meiningen, duc de Saxe-Meiningen (° 16 février 1679).
- 1753 : Charles-Louis de Beausobre, homme de lettres allemand (° 24 mars 1690).
- 1754 : Marc de Beauvau-Craon, grand connétable de Lorraine, grand d'Espagne, et vice-roi de Toscane (° 29 avril 1679).
- 1759 : Nicolas de Saulx-Tavannes, cardinal français, archevêque de Rouen (° 9 septembre 1690).
- 1762 : Jean Calas, commerçant français, connu pour l'affaire Calas du 13 octobre 1761 (° 19 mars 1698).
- 1776 : Élie Fréron, journaliste, critique littéraire et polémiste français (° 20 janvier 1718).
- 1792 : John Stuart Bute, noble écossais, premier ministre du Royaume-Uni de 1762 à 1763 (° 25 mai 1713).

### XIXesiècle
- 1806 : François Denis Tronchet, jurisconsulte et homme politique français (° 23 mars 1726).
- 1807 : Jean Thurel, soldat français à la carrière exceptionnellement longue (° 8 septembre 1699).
- 1809 : Louis Boizot, sculpteur français (° 9 octobre 1743).
- 1823 : Antoine Kosiński, général polonais (° 16 décembre 1769).
- 1826 : Jean VI de Portugal, roi du Portugal de 1816 jusqu'à sa mort (° 13 mai 1767).
- 1832 : Muzio Clementi, compositeur italien (° 24 janvier 1752).
- 1833 : Giuseppe Bavastro, marin et corsaire italien (° 10 mai 1760).
- 1844 : Lucie-Madeleine d'Estaing, ancêtre de la famille Giscard d'Estaing (° 1769).
- 1861 : Tarass Chevtchenko, poète ukrainien (° 9 mars 1814).
- 1864 : Maximilien II de Bavière, roi de Bavière (°28 novembre 1811).
- 1865 : Charles de Morny, financier et homme politique français, demi-frère de Napoléon III (° 21 octobre 1811).
- 1869 : Jean-Joseph Lataste, prêtre dominicain, fondateur des Dominicaines de Béthanie, béatifié par le pape Benoît XVI (° 5 septembre 1832).
- 1871 : Alfred Philibert Victor de Chabrillan, homme politique français (° 4 octobre 1800).
- 1872 : Giuseppe Mazzini, révolutionnaire et patriote italien (° 22 juin 1805).
- 1873 : Pauline von Württemberg, reine du Württemberg (° 4 septembre 1800).
- 1874 : Jean Cruveilhier, médecin, chirurgien, anatomiste et pathologiste français (° 9 février 1791).
- 1879 : Paul de Tour et Taxis (Donaustauf, Bavière, 27 mai 1843 - Cannes, 10 mars 1879), prince allemand ;
- 1884 : Stéphane Mony, homme politique, et industriel français, ingénieur aux chemins de fer (° 14 février 1800).
- 1886 : Friedrich Karl Hausmann, peintre allemand (° 23 septembre 1825).
- 1895 : Fritz Müller, médecin et zoologue suisse (° 8 mai 1834).
- 1898 :
  - sainte Marie-Eugénie de Jésus, religieuse catholique française béatifiée en 1975 par Paul VI et canonisée en 2007 par Benoît XVI (° 26 août 1817).
  - George Müller, évangéliste chrétien originaire de Prusse (° 27 septembre 1805).

### XXesiècle
- 1910 : Carl Reinecke, pianiste, chef d’orchestre, compositeur et musicologue allemand (° 23 juin 1824).
- 1913 : Harriet Tubman, abolitionniste américaine (° 1820 ou 1822).
- 1919 : Leo Jogiches, militant communiste lituanien (° 17 juillet 1867).
- 1923 :
  - Pierre Colpin, militaire français mort pour la France (° 18 avril 1900).
  - Salvador Seguí, anarchiste catalan (° 23 décembre 1886).
- 1928 : bienheureux Elías del Socorro Nieves, béatifié en 1997 par Jean-Paul II (° 1882).
- 1932 : Geoffroy d'Andigné, parlementaire français (° 11 février 1858).
- 1937 : Ievgueni Zamiatine, écrivain russe (° 1er février 1884).
- 1938 : Marie-Joseph Lagrange, exégète et théologien catholique français (° 7 mars 1855).
- 1939 : Armand Guerra, scénariste, écrivain et anarchiste espagnol (° 4 janvier 1886).
- 1940 : Mikhaïl Boulgakov, écrivain russe (° 15 mai 1891).
- 1942 : 
  - William Henry Bragg, physicien britannique, prix Nobel de physique 1915 (° 2 juillet 1862).
  - Paul Follot, ébéniste et décorateur français (° 17 juillet 1877).
  - Wilbur Scoville, pharmacologue américain (° 22 janvier 1865).
- 1945 : Paul Tissandier, pionnier de l'aviation française (° 21 février 1881).
- 1946 : Jean Durand, scénariste et réalisateur français (° 15 décembre 1882).
- 1948 : Jan Masaryk, personnalité politique tchécoslovaque (° 14 septembre 1886).
- 1951 :
  - René Brunet, homme politique français (° 13 novembre 1882).
  - Oustaz Cheikh Tidiane Gaye, islamologue et écrivain arabophone sénégalais (° 7 janvier 2011).
  - John Holota, joueur professionnel de hockey sur glace canadien (° 25 février 1921).
  - Jussi Kurikkala, fondeur finlandais (° 12 août 1912).
  - Jean Lemaistre, homme politique français (° 11 mars 1862).
  - Kijūrō Shidehara, homme d'État japonais, 44e Premier ministre du Japon de 1945 à 1946 (° 11 août 1872).
- 1953 : Marcel Lepan, rameur français (° 14 septembre 1909).
- 1956 : Jan Zaorski, chirurgien polonais, organisateur d'un enseignement clandestin de la médecine sous l'occupation nazie de la Pologne (° 6 mai 1887).
- 1957 : Gaston Le Provost de Launay, homme politique français (° 13 décembre 1874).
- 1963 : André Maschinot, footballeur français (° 28 juin 1903).
- 1964 : Maurice Pillet, égyptologue français (° 31 octobre 1881).
- 1965 : Jean Boyer, réalisateur et auteur de chansons populaires (° 26 juin 1901).
- 1966 :
  - Émile Coulonvaux, homme politique belge et militant wallon (° 26 février 1892).
  - Frits Zernike, physicien néerlandais, prix Nobel de physique 1953 (° 16 juillet 1888).
- 1969 : Paul McCobb, designer industriel américain (° 5 juin 1917).
- 1974 : Bolesław Kominek, cardinal polonais, archevêque de Wrocław (° 23 décembre 1903).
- 1977 : E. Power Biggs, organiste de concert américain d’origine britannique (° 29 mars 1906).
- 1985 : Konstantin Tchernenko, président du Parti communiste d'URSS (° 24 septembre 1911).
- 1986 : Ray Milland, acteur britannique (° 3 janvier 1905).
- 1987 : Dwight W. Burney, homme politique républicain américain (° 7 janvier 1892).
- 1988 :
  - Andy Gibb, chanteur australo-britannique (° 5 mars 1958).
  - Svetislav Glišović, joueur et entraîneur de football serbe, et international yougoslave (° 17 septembre 1913).
- 1994 : Abdelkader Alloula, metteur en scène algérien, mort dans un attentat (° 8 juillet 1939).
- 1996 :
  - Ross Hunter, producteur américain (° 6 mai 1920).
  - Marc de Jonge, acteur français (° 16 février 1949).
- 1997 :
  - LaVern Baker, chanteuse de RnB américaine (° 11 novembre 1929).
  - Raymond Bass (en), gymnaste américain (° 15 janvier 1910).
  - Stan Drake, auteur de bandes dessinées américain (° 9 novembre 1921).
  - Marcel Dupré, ancien député fédéral québécois (° 1er juillet 1911).
  - Kinnosuke Nakamura, acteur japonais (° 20 novembre 1932).
  - Wesley Ramey, boxeur américain (° 17 septembre 1909).
  - Wilfred Wooller, joueur de cricket et de rugby à XV britannique (° 20 novembre 1912).
- 1998 :
  - Clarence Edward Beeby, pédagogue et diplomate néo-zélandais (° 16 juin 1902).
  - Ilse Bing, photographe allemande (° 23 mars 1899).
  - Lloyd Bridges, acteur américain (° 15 janvier 1913).
  - Karékine II Kazanjian, patriarches arméniens de Constantinople turc (° 18 mai 1927).
  - Alberto Morrocco, peintre britannique (° 14 décembre 1917).
- 1999 :
  - Jean Bourgogne, entomologiste français (° 14 janvier 1903).
  - Alfred Califice, homme politique belge (° 2 octobre 1916).
  - Oswaldo Guayasamin, peintre équatorien (° 6 juillet 1919).
- 2000 : 
  - Judith Barrett, actrice américaine (° 2 février 1909).
  - Ivan Hirst, ingénieur britannique (° 4 mars 1916).
  - William Porter, athlète de haies américain (° 24 mars 1926).
  - John T. Sladek, écrivain de science fiction américain (° 15 décembre 1937).

### XXIesiècle
- 2001 :
  - Zenny de Azevedo, basketteur brésilien (° 1er mars 1925).
  - Jorge Recalde, pilote de rallye automobile argentin (° 9 août 1951).
  - Michael Woodruff, chirurgien britannique, ayant exécuté la première greffe de rein au Royaume-Uni le 30 octobre 1960 (° 3 avril 1911).
- 2002 :
  - Shirley Scott, musicienne américaine (° 14 mars 1934).
  - Howard Thompson, journaliste et écrivain américain (° 25 octobre 1919).
- 2003 :
  - Víctor Alba, essayiste et historien espagnol (° 19 janvier 1916).
  - Tom Boardman, banquier et homme politique (° 12 janvier 1919).
  - Jacques Gandouin, grand commis de l'État (° 8 mai 1920).
  - Barry Sheene, pilote de motos britannique (° 11 septembre 1950).
  - Naftali Temu, athlète de fond kényan (° 20 avril 1945).
  - Ottorino Volonterio, pilote automobile suisse (° 7 décembre 1917).
- 2004 : Borislav Brondoukov, acteur soviétique puis ukrainien (° 1er mars 1928).
- 2005 :
  - Dave Allen (David Tynan O'Mahoney dit), acteur irlandais (° 6 juillet 1936).
  - Danny Joe Brown, chanteur américain (° 24 août 1951).
  - Mathias Ledoux, cinéaste et réalisateur de télévision français (° 3 juillet 1953).
  - Aldo Mondino, sculpteur et peintre italien (° 4 octobre 1938).
  - Marian Pachurka, footballeur français (° 18 janvier 1918).
  - Serge Vandercam, photographe, sculpteur et peintre belge (° 30 mars 1924).
- 2006 : 
  - Jean Hermil (Charolles, Saône-et-Loire, 24 septembre 1917 - Cannes, 10 mars 2006), évêque catholique français ;
  - Anna Moffo, soprano américaine (° 27 juin 1932).
- 2007 :
  - Francis Clark Howell, paléoanthropologue américain (° 27 novembre 1925).
  - Richard Jeni, acteur et scénariste américain (° 14 avril 1957).
  - Ernie Ladd, lutteur et joueur américain de football américain (° 28 novembre 1938).
- 2008 : 
  - William Richard Bradford, tueur en série américain (° 1948).
  - Richard Biegenwald, tueur en série américain (° 24 août 1940).
  - Dennis Irwin, contrebassiste, musicien de jazz américain (° 18 novembre 1951).
  - Maurice Lombard, homme politique français (° 4 février 1922).
  - Dave Stevens, illustateur et auteur de bandes dessinées américain (° 29 juillet 1955).
- 2009 :
  - Brian Barry, philosophe britannique (° 13 janvier 1936).
  - Tom Hanson (en), photographe canadien de l'agence La Presse canadienne (° 1er mai 1967).
  - Jean-Pierre Lentin, journaliste et producteur de radio et de télévision français (° 26 avril 1950).
- 2010 :
  - Corey Haim, acteur et producteur canadien (° 23 décembre 1971).
  - Dorothy Janis, actrice de cinéma muet américain (° 19 février 1912).
  - Madeleine Marion, actrice française, pensionnaire de la Comédie-Française (° 23 avril 1929).
  - Vincent Mensah, prélat catholique béninois (° 19 juillet 1924).
  - Mohammed Tantaoui, recteur de la mosquée Al-Azhar en Égypte, grande figure du sunnisme (° 28 octobre 1928).
- 2011 : Bill Blackbeard, historien et conservateur américain (° 28 avril 1926).
- 2012 :
  - Daidy Davis-Boyer dite Mamy Scopitone, productrice, réalisatrice et impresario de spectacle française (° 28 avril 1918).
  - Bert R. Bulkin, ingénieur en aéronautique américain (° 20 juillet 1929).
  - Wim De Smet, zoologiste belge (° 19 octobre 1932).
  - Jean Giraud dit Moebius, dessinateur de bandes-dessinées français (° 8 mai 1938).
  - Julio César González, boxeur mexicain (° 30 juillet 1976).
  - R. I. Page, historien britannique (° 25 septembre 1924).
  - Mykola Plaviouk, homme politique ukrainien (° 5 juin 1925).
  - Frank Sherwood Rowland, chimiste américain (° 28 juin 1927).
  - Tiny White, joueur de rugby à XV néo-zélandais (° 11 juin 1925).
  - Nick Zoricic, skieur acrobatique canadien (° 19 février 1983).
- 2013 :
  - Jim Anderson, hockeyeur sur glace canadien (° 1er décembre 1930).
  - Maurice Delarue, journaliste français (° 26 juillet 1919).
  - Jacques Dupont, réalisateur français (° 21 avril 1921).
  - Emilio Eiroa, homme politique espagnol (° 23 août 1935).
  - Georgette Plana, chanteuse française (° 4 juillet 1917).
  - Lilian de Suède, épouse du prince Bertil de Suède, oncle du roi Charles XVI Gustave (° 30 août 1915).
  - Masao Yamaguchi, anthropologue japonais (° 20 août 1931).
- 2016 : Claude Estier, homme politique français, ancien sénateur socialiste (° 8 juin 1925).
- 2017 :
  - Pierre Bouteiller, journaliste de radio et de télévision français (° 22 décembre 1934).
  - Kafougouna Koné, militaire et homme politique malien (° 1944).
  - Alain Levoyer, homme politique français (° 20 septembre 1940).
  - Joni Sledge, chanteuse et compositrice américaine du groupe Sister Sledge (° 13 septembre 1956).
  - John Surtees, pilote de moto et d'automobile britannique (° 11 février 1934).
- 2018 : Hubert de Givenchy (Hubert Taffin de Givenchy dit), grand couturier français (° 20 février 1927).
- 2020 :
  - Hyun Kil-un, écrivain sud-coréen (° 17 février 1940).
  - John Seward Johnson II, sculpteur américain (° 16 avril 1930).
- 2021 :
  - Hamed Bakayoko, homme d'État ivoirien (° 8 mars 1965).
  - Henri-Thomas Lokondo, homme politique congolais (° 27 juillet 1955).
  - Ali Mahdi Mohamed, homme d'État somalien (° 1er janvier 1939).
  - Henryk Rozmiarek, handballeur polonais, médaillé de bronze aux Jeux olympiques d'été de 1976 (° 13 janvier 1949).
  - Marco Sciaccaluga, metteur en scène et acteur de théâtre italien (° 21 août 1953).
- 2022 : 
  - Sorapong Chatree, acteur thaïlandais (° 8 décembre 1950).
  - Georges Ginoux, homme politique français (° 8 novembre 1933).
- 2023 :
  - Philippe Bouquet, traducteur de littérature suédoise français (° 7 février 1937).
  - Kevin Freeman, cavalier américain (° 21 octobre 1941).
  - Seiichi Kaneta, homme politique japonais (° 28 septembre 1947).
  - Masatoshi Ito, entrepreneur japonais (° 30 avril 1924).
- 2024 :
  - Percy Adlon, réalisateur allemand (° 1er juin 1935).
  - Hanspeter Bellingrodt, tireur sportif colombien (° 25 avril 1943).
  - Eric Carmen, chanteur américain (° 11 août 1949).
  - Sergei Diomidov, gymnaste soviétique puis russe (° 9 juillet 1943).
  - Mutsumi Inomata, illustratrice et animatrice japonaise (° 23 décembre 1960).
  - Myōbudani Kiyoshi, lutteur de sumo japonais (° 29 avril 1937).
  - Margot Lemire, écrivaine, poète et dramaturge canadienne (° 17 décembre 1946).
  - T.M. Stevens, bassiste américain (° 28 juillet 1951).
  - Marc Tobaly, guitariste, auteur et compositeur français (° 1er janvier 1950).
- 2025 :
  - Dominique Colas, politologue français (° 14 août 1944).
  - Sven Coomer, pentathlonien moderne australien (° 12 octobre 1940).
  - Francis Billy Hilly, homme d'État salomonais (° 20 juillet 1948).
  - Carl Lundström, homme d'affaires suédois (° 13 avril 1960).
  - Marc Neil-Jones, journaliste vanuatais (° 14 octobre 1957).
  - Stanley R. Jaffe, producteur de cinéma américain (° 31 juillet 1940).
  - Alfredo Stranieri, tueur en série franco-italien (° 30 juillet 1956).
  - Wheesung, chanteur sud-coréen (° 5 février 1982).

## Célébrations
- Tibet : jour du soulèvement tibétain commémorant celui de 1959 contre l'envahisseur chinois communiste.

### Religieuses
- Bahaïsme : neuvième jour du mois de l'élévation / ‘alá’' consacré au jeûne, dans le calendrier badí‘.
- Christianisme : mémoire des quarante martyrs de Sébaste († vers 324 / 320 ; date occidentale, voir aussi la veille 9 mars).

### Saints des Églises chrétiennes

#### Saints des Églises catholiques et orthodoxes
Saints des Églises catholiques et orthodoxes :
- Anastasie la Patricienne († 576), dame de la cour de Constantinople, recluse dans le désert de Scété.
- Attale de Bobbio († 627), 2e abbé de l'abbaye de Bobbio.
- Blanchard († 659), honoré à Nesle-la-Reposte en Brie.
- Caïus et Alexandre († 171), martyrs à Apamée de Phrygie.
- Codrat de Corinthe († 258), Denis, Cyprien, Anectus, Paul et Crescent, martyrs à Corinthe.
- Doctrovée († 580), 1er abbé de l'abbaye Saint-Vincent-Sainte-Croix, devenue l'abbaye de Saint-Germain-des-Prés.
- Émilien († 675), 2e abbé de l'abbaye Saint-Pierre de Lagny
- Himelinus (nl) († 750), pèlerin mort à Vissenaken.
- Kessog (en) († 520), évêque missionnaire en Écosse.
- Macaire de Jérusalem († 334), évêque de Jérusalem.
- Sedna d'Ossory († 570), évêque d'Ossory (en).
- Silvestre d'Irlande († v. 420), évêque.
- Simplice († 483), 47e pape du 3 mars 468 au 10 mars 483.
- Victor († IIIe siècle), martyr en Afrique.

#### Saints et bienheureux des Églises catholiques
Saints et bienheureux des Églises catholiques :
- André de Vallombreuse († 1097), bienheureux abbé du monastère de Strumi sur l'Arno.
- Elie du Perpétuel Secours Nieves († 1928), prêtre augustin martyr au Mexique lors de la guerre des Cristeros.
- Jean de Vallombreuse († 1380), bienheureux moine italien.
- Jean Ogilvie († 1615), jésuite écossais martyr à Glasgow.
- Marie-Eugénie de Jésus († 1898), religieux française fondatrice des religieuses de l'Assomption.
- Pierre Ch'oe Hyong et Jean-Baptiste Chon Chang-un († 1866), Laïcs coréens mort martyrisés.

#### Saints des Églises orthodoxes (aux dates parfois"juliennes"/ orientales)
Saints des Églises orthodoxes outre les saints œcuméniques voire pré-schismatiques ci-avant...
- Michel d'Agraphia († 1544), martyre

### Prénoms du jour
Bonne fête aux Vivien et ses variantes ou dérivés : Vivian, Viviane, Vivienne, etc.
Et aussi aux :
- Anastasie et ses variantes ou dérivés : Anastasia, Stacey, Stacy, Stecy et Stessy (et 19 décembre).
- Attale et ses variantes ou dérivés : Atala, Atale, Athalie, Attala, Attale, Attalia, etc.
- Simplice et ses variantes ou dérivés : Simplicie, etc.

## Traditions et superstitions

### Astrologie
- Signe du zodiaque : 20e jour du signe astrologique des Poissons (ou 21e en cas d'année bissextile).

## Toponymie
Les noms de plusieurs voies, places, sites ou édifices de pays ou de régions francophones contiennent cette date sous diverses graphies : voir Dix-Mars .